# Leszczawka
Leszczawka – wieś w Polsce położona w województwie podkarpackim, w powiecie przemyskim, w gminie Bircza. Wieś leży na Pogórzu Przemyskim, nad potokiem Leszczawka dopływem Stupnicy.

## Części wsi
| SIMC    | Nazwa        | Rodzaj    |
| ------- | ------------ | --------- |
| 0599422 | Górny Koniec | część wsi |
| 0599439 | Pastewnik    | część wsi |
| 0599445 | Roszuszka    | część wsi |

## Historia
W połowie XIX wieku właścicielem posiadłości tabularnej w Leszczawce z Rosuczką Anastazy Kozłowski.
Leszczawka w roku 1929
- Właściciel ziemski: Chrząszcz Jak. (292 ha)
- Cieśla: Kityński P.
- Różne towary: Roth M., Hornig M.
- Stolarz: Choma J.
- Tartak: Chrząszcz J.
- Tytoniowe wyroby: Pasławski M., Roth M.
- Wyszynk trunków: Dutkowski A.

We wsi znajdowała się cerkiew św. Michała, zbudowana w 1618, odnowiona w latach 1763–1766. Została rozebrana w latach 70.
W II Rzeczypospolitej wieś położona powiecie dobromilskim województwa lwowskiego. W latach 1945–1946 nacjonaliści ukraińscy z OUN-UPA zamordowali tu 15 Polaków, paląc większość gospodarstw, tak polskich, jak i opuszczonych przez Ukraińców.
W okolicach Leszczawki odkryto bogate złoża diatomitu, nie eksploatowane. 
W latach 1975–1998 miejscowość administracyjnie należała do województwa przemyskiego.

## Demografia
- 1785 - 204 grekokatolików, 125 rzymskich katolików, 11 żydów
- 1840 - 413 grekokatolików (brak danych o innych wyznaniach)
- 1859 - 312 jw.
- 1879 - 217 jw.
- 1899 - 478 jw.
- 1926 - 510 jw.
- 1929 - 774 mieszkańców
- 1938 - 422 jw.
- 2006 - 298 osób